# Hetta Empson
Hester Henrietta (Hetta) Crouse Empson (1915 – 1996) là một nhà điêu khắc người Nam Phi. Bà được mô tả là một "nhà điêu khắc, nhà hoạt động chính trị, nhà thám hiểm và xã hội" trong cáo phó trên tờ Thời báo. Bà và chồng William Empson đã tham gia vào nhóm phóng túng London bao gồm George Orwell, Louis MacNeice, Jill Neville, Fay Weldon, Lewis Wolpert và Kathleen Raine.

## Đời sống
Crouse được sinh ra ở Kroonstad, Nam Phi  vào ngày 18 tháng 9 năm 1915 . Bà theo học Đại học Bloemfontein và cũng học nghệ thuật ở Đức.
Bà trở về Nam Phi nơi cô làm việc trên một tờ báo. Crouse trở về châu Âu cùng với chồng sắp cưới Rene Graetz. Sau chuyến lưu diễn ở Pháp và Thụy Sĩ, bà tiếp tục một mình đến Anh. Bà ở đó suốt Thế chiến II, làm nghề lái xe cứu thương và sau đó tại Tập đoàn Phát thanh Anh (BBC). Tại BBC, bà đã gặp người chồng tương lai William Empson, nhà phê bình văn học, hai người sau đó có hai con trai.
Hai người kết hôn và họ chuyển đến Trung Quốc vào năm 1947. Họ ở đó đến năm 1952, khi họ trở về Anh. William Empson chuyển đến Sheffield để dạy tiếng Anh tại Đại học Sheffield trong khi Hetta Empson sống ở London.
Năm 1956  bà sinh con trai thứ ba với người tình, nhà thơ Peter Duval Smith.
Năm 1979 William Empson được phong tước hiệp sĩ và Hetta trở thành Lady Empson. Bà mất vào ngày 22 tháng 12 năm 1996.